# Stasys Šaparnis
Stasys Šaparnis (* 2. Oktober 1939 in Panevėžys, Litauische SSR) ist ein ehemaliger sowjetischer Pentathlet.

## Karriere
Bei seiner einzigen Olympiateilnahme, bei den Spielen 1968 in Mexiko-Stadt, belegte er in der Einzelkonkurrenz den neunten Rang. In der Mannschaftswertung, zu der neben Šaparnis noch Pawel Lednjow und Borys Onyschtschenko beitrugen, gelang ihm der Gewinn der Silbermedaille.
Mit der sowjetischen Mannschaft wurde er 1969 Weltmeister. Bereits 1966 war er mit der Mannschaft Vizeweltmeister geworden, was ihm nochmals 1970 gelang. Im Einzel wurde er 1967 hinter András Balczó Zweiter.
Auf nationalem Level wurde er zwischen 1961 und 1963 sowie 1971 und 1972 Meister in der litauischen SSR. Nach seiner Karriere als aktiver Sportler arbeitete er zunächst als Fünfkampftrainer, ehe er Wertungsrichter und Funktionärsposten übernahm. Von 1988 bis 1992 war er Präsident des litauischen Verbandes für Modernen Fünfkampf, im Anschluss war er von 1992 bis 1996 Vizepräsident des litauischen Olympischen Komitees.